# Imitation of Life (1959)
Imitation of Life is een Amerikaanse dramafilm uit 1959 onder regie van Douglas Sirk. Het scenario is gebaseerd op de gelijknamige roman uit 1933 van de Amerikaanse auteur Fannie Hurst. Destijds werd de film in Nederland uitgebracht onder de titel Zolang er mensen zijn.

## Verhaal
Lora slaagt er maar niet in door te breken als actrice. Op een dag ontmoeten Lora en haar dochter de zwarte Annie en haar dochter Sarah Jane, die er blank uitziet. Annie is op zoek naar onderdak en ze mag bij Lora intrekken als werkster. Na verloop van tijd breekt Lora toch door als actrice. De vier vrouwen zijn gedurende die tijd altijd samen gebleven. Sarah Jane heeft al vanaf haar prille jeugd problemen met haar afkomst. Ze wil haar zwarte identiteit zoveel mogelijk verbergen voor de buitenwereld. Dat doet haar moeder verdriet.

## Rolverdeling
| Acteur        | Personage         |
| ------------- | ----------------- |
| Lana Turner   | Lora Meredith     |
| John Gavin    | Steve Archer      |
| Sandra Dee    | Susie (16)        |
| Susan Kohner  | Sarah Jane (18)   |
| Robert Alda   | Allen Loomis      |
| Dan O'Herlihy | David Edwards     |
| Juanita Moore | Annie Johnson     |
| Karin Dicker  | Sarah (8)         |
| Terry Burnham | Susie (6)         |
| John Vivyan   | Jongeman          |
| Lee Goodman   | Fotograaf         |
| Ann Robinson  | Revuemeisje       |
| Troy Donahue  | Frankie           |
| Sandra Gould  | Annette           |
| David Tomack  | Mijnheer McKenney |